# Ayu Ting Ting
Ayu Rosmalina, née le 20 juin 1992 à Depok, est une actrice et chanteuse dangdut indonésienne.

## Biographie
Ayu vit actuellement à Depok, Java occidental. On dit qu'elle n'est pas à l'aise avec la culture commune au dangdut, où les hommes glissent de l'argent au chanteur (généralement des femmes) pour danser sur scène avec elle ; elle déclare qu'elle a été approchée une fois, qu'elle a reçu de l'argent et qu'elle a été embrassée sur les deux mains pendant qu'elle jouait, après quoi elle a arrêté le spectacle.
Ayu épouse Henry Baskoro Hendarso (née Enji) le 4 février 2013. Le 31 décembre 2013, elle donne naissance à une petite fille nommée Bilqis Khumairah Razak à Jakarta. Le 27 janvier 2014, Ayu demande le divorce au tribunal religieux de Depok. En avril 2014, le tribunal fait droit à sa demande de divorce par verstek (sans la présence de son conjoint), valable deux semaines après sa décision si elle n'était pas contestée par Enji.
En 2015, Ayu était en couple avec l'acteur indien, Shaheer Sheikh. La relation dure quatre mois avant de rompre.